# Sarcanthemum
Sarcanthemum é um género botânico pertencente à família Asteraceae.